# The Platinum Collection (album de Queen)
Pour les articles homonymes, voir The Platinum Collection.
Albums de Queen
Greatest Hits III
(1999) Stone Cold Classics
(2006)
The Platinum Collection est un album de compilations du groupe Queen, sorti par EMI en 2000. Dans le cadre de sa série Platinum Collection entre 2000 et 2004, EMI compile les meilleurs titres de la discographie d'un de ses artistes en triple album (comme Téléphone, Phil Collins ou Genesis...). Ici, il s'agit d'un coffret regroupant les trois best-of Greatest Hits, Greatest Hits II et Greatest Hits III. L'album est publié le 13 novembre 2000 sur le label Parlophone. Un livret contenant des informations sur les chansons et des images est inclus avec les trois CD. Hollywood Records retarde la sortie aux États-Unis jusqu'en septembre 2002 : cette version régionale est constituée des éditions japonaises remastérisées, sorties l'année précédente, des deux premiers Greatest Hits. Il en va de même pour la version et canadienne.
L'album a culminé à la deuxième place des meilleures ventes au Royaume-Uni, derrière 18 de Moby. En 2018, l'album atteint la neuvième place du Billboard 200 américain après le succès du film et de la bande originale de Bohemian Rhapsody. C'est la première fois que deux albums du groupe sont classés dans le top 10 aux États-Unis. En France, le box-set se positionne dans le top 10 des meilleures ventes d'albums depuis le 29 octobre 2018 et atteint la première place des meilleures ventes d'albums en janvier 2019 pour une seule semaine. Depuis la sortie du film, 180 000 exemplaires ont été vendus en mars 2019 sur le territoire français. 
En mai 2019, 210 000 exemplaires du box set se sont vendus en France depuis la sortie du film et occupe toujours le top 20 des meilleures ventes d'albums depuis sept mois.
Dans le cadre du 40e anniversaire de la création du groupe Queen, The Platinum Collection a été réédité au Royaume-Uni le 27 juin 2011, ainsi que dans d'autres territoires du monde. Cette édition est composée sur la base des remasters de 2011 des trois albums.
Au 25 mai 2019, le box set s'est vendu à environ 5,4 millions d'exemplaires dans le monde,.

## Liste des titres
| 1.  | Bohemian Rhapsody                   | Freddie Mercury | A Night at the Opera, 1975 | 5:55 |
| 2.  | Another One Bites the Dust          | John Deacon     | The Game, 1980             | 3:36 |
| 3.  | Killer Queen                        | Mercury         | Sheer Heart Attack, 1974   | 2:57 |
| 4.  | Fat Bottomed Girls (single version) | Brian May       | Jazz, 1978                 | 3:15 |
| 5.  | Bicycle Race                        | Mercury         | Jazz, 1978                 | 3:01 |
| 6.  | You're My Best Friend               | Deacon          | A Night at the Opera, 1975 | 2:52 |
| 7.  | Don't Stop Me Now                   | Mercury         | Jazz, 1978                 | 3:29 |
| 8.  | Save Me                             | May             | The Game, 1980             | 3:48 |
| 9.  | Crazy Little Thing Called Love      | Mercury         | The Game, 1980             | 2:42 |
| 10. | Somebody to Love                    | Mercury         | A Day at the Races, 1976   | 4:56 |
| 11. | Now I'm Here                        | May             | Sheer Heart Attack, 1974   | 4:10 |
| 12. | Good Old-Fashioned Lover Boy        | Mercury         | A Day at the Races, 1976   | 2:54 |
| 13. | Play the Game                       | Mercury         | The Game, 1980             | 3:33 |
| 14. | Flash (single version)              | May             | Flash Gordon, 1980         | 2:48 |
| 15. | Seven Seas of Rhye                  | Mercury         | Queen II, 1974             | 2:47 |
| 16. | We Will Rock You                    | May             | News of the World, 1977    | 2:01 |
| 17. | We Are the Champions                | Mercury         | News of the World, 1977    | 2:59 |

| 1.  | A Kind of Magic                                    | Roger Taylor           | A Kind of Magic, 1986 | 4:22 |
| 2.  | Under Pressure (with David Bowie, edit version)    | Queen, David Bowie     | Hot Space, 1982       | 3:56 |
| 3.  | Radio Ga Ga                                        | Taylor                 | The Works, 1984       | 5:43 |
| 4.  | I Want It All                                      | Brian May              | The Miracle, 1989     | 4:01 |
| 5.  | I Want to Break Free (single version)              | Deacon                 | The Works, 1984       | 4:18 |
| 6.  | Innuendo                                           | Taylor, Mercury        | Innuendo, 1991        | 6:27 |
| 7.  | It's a Hard Life                                   | Mercury                | The Works, 1984       | 4:09 |
| 8.  | Breakthru                                          | Taylor, Mercury        | The Miracle, 1989     | 4:09 |
| 9.  | Who Wants to Live Forever (edited version)         | May                    | A Kind of Magic, 1986 | 4:57 |
| 10. | Headlong (original Innuendo LP edit)               | May                    | Innuendo, 1991        | 4:33 |
| 11. | The Miracle (remix)                                | Mercury, Deacon        | The Miracle, 1989     | 4:24 |
| 12. | I'm Going Slightly Mad (original Innuendo LP edit) | Mercury, Peter Straker | Innuendo, 1991        | 4:07 |
| 13. | The Invisible Man                                  | Taylor                 | The Miracle, 1989     | 3:58 |
| 14. | Hammer to Fall (single version)                    | May                    | The Works, 1984       | 3:40 |
| 15. | Friends Will Be Friends                            | Mercury, Deacon        | A Kind of Magic, 1986 | 4:07 |
| 16. | The Show Must Go On (early fade-out)               | May                    | Innuendo, 1991        | 4:23 |
| 17. | One Vision (single version)                        | May, Taylor            | A Kind of Magic, 1986 | 4:02 |

| 1.  | The Show Must Go On (live au Théâtre National de Chaillot à Paris, France avec Elton John) | May                                 |                                 | 4:35 |
| 2.  | Under Pressure (avec David Bowie, version Rah mix)                                         | Mercury, Bowie                      |                                 | 4:08 |
| 3.  | Barcelona (single version, chantée par Freddie Mercury et Montserrat Caballé)              | Mercury, Mike Moran                 | Barcelona, 1988                 | 4:25 |
| 4.  | Too Much Love Will Kill You                                                                | May, Frank Musker, Elizabeth Lamers | Made in Heaven, 1995            | 4:18 |
| 5.  | Somebody to Love (live au Wembley Stadium avec George Michael)                             | Mercury                             | Five Live EP, 1993              | 5:07 |
| 6.  | You Don't Fool Me                                                                          | Taylor, Mercury                     | Made in Heaven, 1995            | 5:22 |
| 7.  | Heaven for Everyone (single version)                                                       | Taylor                              | Made in Heaven, 1995            | 4:37 |
| 8.  | Las Palabras de Amor (The Words of Love)                                                   | May                                 | Hot Space, 1982                 | 4:29 |
| 9.  | Driven by You (chantée par Brian May)                                                      | May                                 | Back to the Light, 1992         | 4:09 |
| 10. | Living on My Own (chantée par Freddie Mercury, Julian Raymond album mix)                   | Mercury                             | The Freddie Mercury Album, 1992 | 3:37 |
| 11. | Let Me Live                                                                                | Taylor, Mercury                     | Made in Heaven, 1995            | 4:45 |
| 12. | The Great Pretender (Reprise des Platters par Freddie Mercury)                             | Buck Ram                            | The Freddie Mercury Album, 1992 | 3:26 |
| 13. | Princes of the Universe                                                                    | Mercury                             | A Kind of Magic, 1986           | 3:31 |
| 14. | Another One Bites the Dust (avec voix additionnels de Wyclef Jean)                         | Deacon                              | Small Soldiers soundtrack, 1998 | 4:20 |
| 15. | No-One but You (Only the Good Die Young)                                                   | May                                 | Queen Rocks, 1997               | 4:11 |
| 16. | These Are the Days of Our Lives                                                            | Taylor                              | Innuendo, 1991                  | 4:22 |
| 17. | Thank God It's Christmas                                                                   | Taylor, May                         | Single de Noël hors album, 1984 | 4:19 |

## Classements et certifications
| Classement                            | Meilleure place | Date du meilleur classement |
| ------------------------------------- | --------------- | --------------------------- |
| Allemagne (GfK Entertainment)         | 5               | 28 décembre 2018            |
| Australie (ARIA)                      | 4               | 20 janvier 2019             |
| Autriche (Ö3 Austria Top 40)          | 3               | 7 décembre 2018             |
| Belgique (Flandre Ultratop)           | 10              | 5 janvier 2002              |
| Belgique (Wallonie Ultratop)          | 3               | 14 janvier 2012             |
| Danemark (Tracklisten)                | 10              | 3 janvier 2003              |
| Écosse (OCC)                          | 8               | 11 janvier 2019             |
| Espagne (Promusicae)                  | 28              | 11 décembre 2012            |
| États-Unis (Billboard 200)            | 9               | 17 novembre 2018            |
| États-Unis (Top Rock Albums)          | 1               | 19 janvier 2019             |
| Finlande (Suomen virallinen lista)    | 14              | octobre 2011                |
| France (SNEP)                         | 1               | 11 janvier 2019             |
| Italie (FIMI)                         | 3               | 14 novembre 2002            |
| Norvège (VG-lista)                    | 2               | février 2003                |
| Nouvelle-Zélande (RIANZ)              | 7               | 3 décembre 2018             |
| Pays-Bas (Mega Album Top 100)         | 5               | 15 décembre 2001            |
| Pologne (ZPAV)                        | 1               | 17 janvier 2019             |
| Portugal (AFP)                        | 1               | mars 2019                   |
| Royaume-Uni (Official Charts Company) | 2               | 25 mai 2002                 |
| Royaume-Uni (UK Rock and Metal Chart) | 1               | 2 juin 2002                 |
| Suède (Sverigetopplistan)             | 4               | 17 janvier 2008             |
| Suisse (Schweizer Hitparade)          | 2               | 13 janvier 2019             |
| Suisse (Top 50 Romandie)              | 2               | 13 janvier 2019             |
| Monde (Global Album Chart)            | 4               | 19 janvier 2019             |

| Région                                                                                                 | Certification | Ventes/Streams |
| --- | ------------- | -------------- |
| Australie (ARIA)                                                                                       | 2 × Platine   | 70 000^        |
| États-Unis (RIAA)                                                                                      | 5 × Platine   | 5 000 000^     |
| France (SNEP)                                                                                          | 2 × Platine   | 200 000*       |
| Belgique (BEA)                                                                                         | Platine       | 50 000*        |
| Danemark (IFPI)                                                                                        | Platine       | 25 000^        |
| Royaume-Uni (BPI)                                                                                      | 7 × Platine   | 2 100 000^     |
| Finlande (IFPI)                                                                                        | Or            | 15 623         |
| Allemagne (BM)                                                                                         | Platine       | 300 000^       |
| Italie (FIMI)                                                                                          | 3 × Platine   | 150 000*       |
| Nouvelle-Zélande (RMNZ)                                                                                | Platine       | 15 000^        |
| Norvège (IFPI)                                                                                         | Platine       | 50 000*        |
| Pays-Bas (NVPI)                                                                                        | 2 × Platine   | 160 000        |
| Pologne (ZPAV)                                                                                         | Platine       | 20 000*        |
| Espagne (PME)                                                                                          | 2 × Platine   | 200 000^       |
| Suisse (IFPI)                                                                                          | Or            | 25 000x        |
| Résumé                                                                                                 |               |                |
| Europe (IFPI)                                                                                          | 3 × Platine   | 3 000 000*     |
| *Ventes selon la certification ^Mise en rayon selon la certification xNon précisé par la certification |               |                |